# Ambocythere dentata
Ambocythere dentata is een mosselkreeftjessoort uit de familie van de Trachyleberididae. De wetenschappelijke naam van de soort is voor het eerst geldig gepubliceerd in 1962 door Hartmann-Schröder & Hartmann.